# Muides-sur-Loire
Muides-sur-Loire je francouzská obec v departementu Loir-et-Cher v regionu Centre-Val de Loire. V roce 2012 zde žilo 4 268 obyvatel.

## Sousední obce
Courbouzon, Chambord, Saint-Dyé-sur-Loire, Saint-Laurent-Nouan, Suèvres

## Vývoj počtu obyvatel
Počet obyvatel